# Гайді та Гоуді
Гайді та Гоуді (англ. Hidy and Howdy) — офіційні талісмани Зимових Олімпійських ігор 1988 у Калгарі, Канада. Являли собою білих ведмедів-близнюків, одягнутих в стилі кантрі. В 1993 році з’являються в камео в фільмі "Круті віражі", сюжет котрого розгортається протягом Олімпіади в Калгарі.
Гайді та Гоуді також були зображені на різних знаках «Ласкаво просимо до Калгарі», розташованих по всьому місту Калгарі, але у 2008 році місцева влада прибрала знаки та перевезла їх до Олімпійського парку Канади, де вони зараз зберігаються.